# Jerzy Akropolita
Jerzy Akropolita również Akropolites (gr.: Γεῶργιος Ἀκροπολίτης, Geōrgios Akropolitēs, 1217–1282) – bizantyński dowódca, dyplomata, uczony i historyk.

## Życiorys
Jerzy Akropolita urodził się w 1217 roku w Konstantynopolu w rodzinie wysokiego urzędnika dworskiego. W 1233 roku został wysłany przez ojca na dwór cesarza nicejskiego. W Nicei odbył studia u wybitnych uczonych: Teodora Heksapterygosa i Nicefora Blemmydesa. W 1246 roku jako wielki logoteta wziął udział w wyprawie cesarza Jana III Watatzesa na Tesalonikę. Z czasem został nauczycielem filozofii syna cesarskiego Teodora, z którym wcześniej wspólnie studiował. W 1255 roku uczestniczył w wyprawie na Bułgarów. W konsekwencji sporu z cesarzem został ukarany poniżającą karą chłosty. Niedługo potem wyruszył na czele wojsk bizantyńskich przeciw władcy Epiru Michałowi II Angelosowi. W czasie oblężenia twierdzy Prilep dostał się do niewoli, z której wydobył go, dwa lata później cesarz Michał VIII Paleolog. Jesienią 1260 roku Akropolita posłował do cara bułgarskiego Konstantyna Ticha. W 1261 roku powrócił u boku cesarza do oswobodzonego od Łacinników Konstantynopola. W Konstantynopolu rozpoczął działalność profesorską, wykładając między innymi do 1267 roku logikę. Podejmował też zlecone przez cesarza misje dyplomatyczne. Był posłem cesarskim do papieża Grzegorza X w sprawie unii kościelnej. Brał udział w soborze lyońskim zakończonym zawarciem unii lyońskiej w 1274 roku. W dniu 6 lipca 1274 roku, jako przewodniczący delegacji bizantyńskiej i wielki logoteta złożył w imieniu cesarza przysięgę, zgodnie z którą uznawał nie tylko prymat papieski, ale i dogmaty Kościoła rzymskiego. Zmarł w sierpniu 1282 roku po powrocie z misji dyplomatycznej u Jana II w Trapezuncie. Uczeń Akropolity, Teodor, napisał po jego śmierci na cześć mistrza serdeczne enkomion.

## Twórczość
W swoim głównym dziele Historia współczesna (Chroniké syngraphé) opisał wydarzenia z lat 1203–1261, koncentrując się na losach Cesarstwa Nicejskiego i Łacińskiego. Jego relację, mimo że był naocznym świadkiem opisywanych zdarzeń, nierzadko wpływającym na ich kształt, cechuje budzący podziw znawców obiektywizm. W przedmowie Akropolita zaznaczył, że historyk, który żyje w burzliwych czasach, powinien podchodzić do opisu historycznego bez gniewu, nienawiści ani osobistego upodobania i tej wywodzącej się z ducha Tacyta zasadzie pozostał wierny. Pozostawił po sobie źródło do dziejów Bizancjum, a także Bułgarii, Turcji, Węgier, Tatarów i Kumanów. Szczególnie interesujący jest opis przemarszu wojsk cesarza łacińskiego Baldwina II przez ziemie węgierskie.
Historia współczesna napisana językiem literackim, lekko archaizującym, z domieszką słownictwa kancelaryjnego, urozmaicona cytatami z poematów Homera, znana jest obecnie z 12 rękopisów pochodzących z okresu od XIII do XVI stulecia. Wykorzystał ją w swoim dziele Teodor Skutariota. W połowie XIII wieku powstała krótka parafraza dzieła Akropolity, wydana pod tytułem: Pojema chronikon hemitelés.
Oprócz pomniejszych pism retorycznych, traktatów teologicznych, utworów poetyckich, Akropolites wydał w 1254 roku Listy (Epistoláj) swego ucznia cesarza Teodora II Laskarysa, poprzedzone przedmową ujętą w 63 trymetry jambiczne. Dwa lata później (1256) ułożył na cześć zmarłego cesarza Jana III Watatzesa wzruszającą Mowę żałobną (Epitáphios to aojdímo basiléj kýro Ioánne Dúka) zachowaną w jednym rękopisie, która stanowi przegląd dokonań tego wybitnego władcy.